# Герб Лихтенштейна
Герб княжеского дома Лихтенштейн также используется в качестве государственного герба. Правом его использования обладают только члены княжеского дома и представители государственных властей. Правительство может разрешать частное использование герба, если это находится в интересах государства. Герб представляет собой историю княжеского дома в символах, представляющих различные области Европы, с которыми Лихтенштейн исторически связан посредством завоеваний или династических браков.
Большой герб Лихтенштейна представляет собой разделённый и рассечённый щит с лазоревым прижатым вогнутым остриём и щитком в центре. Таким образом, щит состоит из шести элементов:
- в центре щиток, пересечённый на золото и червлень — фамильный герб рода Лихтенштейн;
- в первой четверти чёрный орёл в золотом поле — герб Силезии;
- во второй четверти семикратно пересечённое на золото и чернь поле с зелёной выгнутой дугообразно перевязью в виде рутовой короны — герб рода Куэнринг[1];
- в третьей четверти рассечённое на червлень и серебро поле — герб герцогства Троппау;
- в четвёртой четверти чёрная гарпия в золотом поле — герб восточно-фризского рода Кирксена, представляющий графство Ритберг;
- в основании щита золотой охотничий рог в лазоревом поле — герб герцогства Ягерндорф.

Червлёная мантия, подбитая горностаевым мехом, и княжеская корона символизируют монархический государственный строй и власть князя.

## История

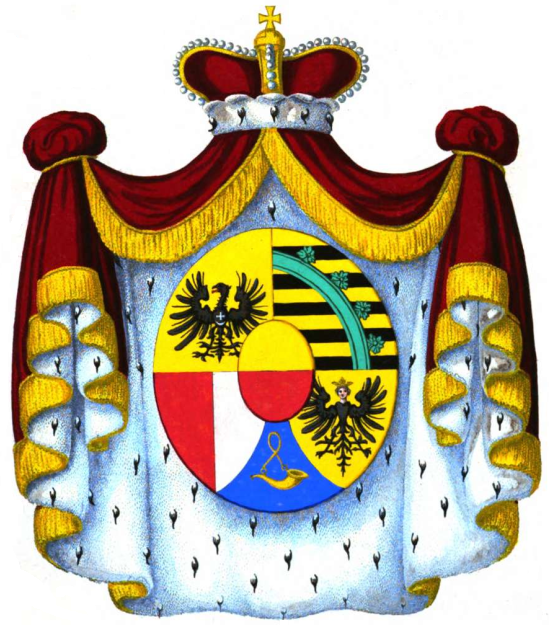
Герб Лихтенштейна 1846 г.